# Ron Abel
Ronald Theodorus Gerrit (Ron) Abel (Rotterdam, 17 augustus 1950) is een voormalig Nederlands politicus. Namens de Socialistische Partij was hij van 2006 tot 2008 lid van de Tweede Kamer der Staten-Generaal.

## Carrière
Abel doorliep tussen 1967 en 1972 de kweekschool voor onderwijzers in Rotterdam. Hij werd in 1972 onderwijzer aan een lagere school en in 1977 leraar Nederlands aan een middelbare school. In 1981 werd hij directeur van Openbare Basisschool De Peperklip in Schiedam. Hij stond op nummer 11 van de kandidatenlijst van de SP voor de Tweede Kamerverkiezingen 2006. Abel had geen politieke achtergrond. Hij was bij de gemeenteraadsverkiezingen in 2006 gevraagd als lijstduwer voor de SP in Schiedam. Vervolgens werd hij door Agnes Kant benaderd met de vraag of hij belangstelling had voor het Kamerlidmaatschap.
Abel werd binnen de fractie verantwoordelijk voor basisonderwijs en integratie en is lid van de commissies voor Integratiebeleid, Justitie, Nederlands-Antilliaanse en Arubaanse zaken en Onderwijs, Cultuur en Wetenschap. Hij stelde dat hij zich vooral zou "inspannen dat de schoolbevolking een goede mix wordt". "De school moet een afspiegeling zijn van de Nederlandse samenleving, niet alleen van de wijk waarin het gebouw staat. Alleen op die manier kunnen wij de kinderen goed voorbereiden op de samenleving van de toekomst." Abel was in de tijd dat hij in de Kamer zat echter veelvuldig afwezig wegens persoonlijke omstandigheden. Hij voerde geen enkel debat.
In april 2008 maakte de SP bekend dat Abel wegens persoonlijke redenen terugtrad als Kamerlid, "na zorgvuldig beraad en in goed overleg met de SP". In een uitzending van EénVandaag liet Abel echter weten teleurgesteld te zijn in zowel de politiek als de SP. Hij zou als "politieke nitwit" en zonder historie in de partij nauwelijks begeleid zijn door Jan Marijnissen, die volgens afspraak vooraf zijn mentor zou zijn. Abel keerde na zijn vertrek uit de Kamer terug in het onderwijs. Zijn zetel werd overgenomen door Manja Smits.
- Parlement.com: vher1d4gngmm